# شلومو هيسترين
شلومو هيسترين (بالعبرية: שלמה הסטרין) (1914 – 2 فبراير 1962) عالم إسرائيلي في الكيمياء الحيوية.
حصل على جائزة إسرائيل في العلوم الدقيقة عام 1957.
وأسست باسمه جائزة هيسترين تمنحها الجمعية الإسرائيلية للكيمياء الحيوية في عام 1964. 

## حياته
ولد في وينيبيغ في مانيتوبا في كندا. وهاجر إلى فلسطين تحت الانتداب البريطاني في عام 1932.

## جوائز
- حصل على جائزة إسرائيل في العلوم الدقيقة في عام 1957،[4] بالاشتراك مع شريكه في الأبحاث دافيد سيدني فاينغولد وغاد أفيغاد.

وقد حصلت ابنته سارة هيسترين ليرنر على جائزة إسرائيل أيضا في مجال الطب في عام 1955.